# Liste des évêques et archevêques de Vienne (Autriche)
Pour l’article homonyme, voir Liste des archevêques de Vienne.

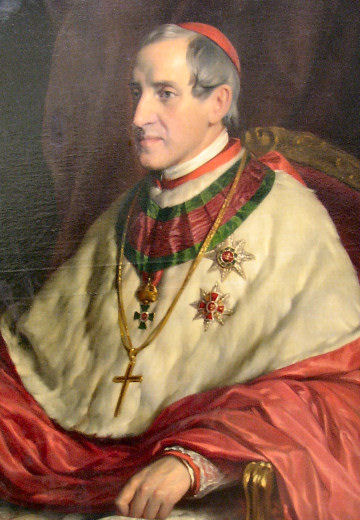
Joseph Othmar von Rauscher, évêque de 1853 à 1875

Le diocèse de Vienne est créé en 1469.
- 1513-1522: Georg von Slatkonia
- 1522-1523: Petrus Bonomo
- 1523-1530: Johann von Revellis
- 1530-1541: Johann Fabri
- 1541-1552: Friedrich Nausea (de)
- 1552-1553: Christoph Wertwein
- 1554-1555: Pierre Canisius (administrateur)
- 1558-1563: Anton Brus von Müglitz
- 1563-1568: Urban Sagstetter (administrateur)
- 5 juin 1575-28 août 1594: Johann Caspar Neubeck
- 1598-18 septembre 1630: Melchior Klesl
- 26 mai 1631-1er avril 1639: Anton Wolfradt (de)
- 5 septembre 1639-22 mai 1669: Philipp Friedrich von Breuner
- 19 août 1669-4 septembre 1680: Wilderich von Walderdorff
- 3 mars 1681-28 février 1685: Emerich Sinelli
- 10 septembre 1685-7 janvier 1702: Ernst von Trautson
- 2 avril 1702-31 juillet 1706: Franz Anton von Harrach
- 4 octobre 1706-15 mars 1716: Franz Ferdinand von Rummel
- 1er juillet 1716-1er juin 1722: Sigismund von Kollonitsch

L'archidiocèse de Vienne est fondé en 1722.
- 1er juin 1722-12 avril 1751: Sigismund von Kollonitsch
- 12 avril 1751-15 avril 1757: Johann Joseph von Trautson
- 15 avril 1757-14 avril 1803: Christoph Bartholomäus Anton Migazzi
- 29 avril 1803-30 juin 1820: Sigismund Anton von Hohenwart
- 25 janvier 1822-29 novembre 1831: Leopold Maximilian Frimian
- 27 octobre 1831-14 mars 1853: Vinzenz Eduard Milde
- 20 mars 1853-24 novembre 1875: Joseph Othmar von Rauscher
- 12 janvier 1876-27 janvier 1881: Johann Baptist Rudolph Kutschker
- 23 mars 1881-14 décembre 1889: Cölestin Joseph Ganglbauer
- 24 janvier 1890-15 août 1911: Anton Josef Gruscha
- 5 août 1911-4 février 1913: Franz Xavier Nagl
- 1er avril 1913-21 avril 1932 : Friedrich Gustav Piffl
- 19 septembre 1932-9 octobre 1955 : Theodor Innitzer
- 10 mai 1956-16 septembre 1985 : Franz König
- 15 juillet 1986-14 septembre 1995 : Hans Hermann Groër
- 14 septembre 1995-22 janvier 2025 : Christoph Schönborn